# アリルアミン
アリルアミン（英語: Allylamine または、3-アミノプロペン、3-アミノプロピレン、モノアリルアミン、2-プロペンアミン、2-プロペン-1-アミン）は、化学式C3H7Nのアミンの有機化合物である。

## 性質
猛毒性、催涙性のある無色透明のアンモニア臭の引火性液体。引火点は-28℃。

## 用途
塩酸テルビナフィン（ラミシール）など、いくつかのアリルアミン誘導体は、抗真菌薬に使われている。